# 先吉列伊
53°58′N 48°48′E / 53.967°N 48.800°E
先吉列伊是俄羅斯烏里揚諾夫斯克州東部的一個城市，位於伏爾加河（古比雪夫水庫）西岸，距烏里揚諾夫斯克72公里。2010年人口6,958；2002年人口8,396；1989年人口10,366。
1666年建立，1780年建市。1925年撤銷，1943年恢復。